# Elecciones parlamentarias de Noruega de 1985
Las elecciones parlamentarias de Noruega fueron realizadas entre el 8 y 9 de septiembre de 1985. El Partido Laborista se posicionó como el partido más grande del Storting, obteniendo 71 de los 157 escaños.

## Resultados
| Partido                            | Votos     | %    | Escaños | +/–   |
| ---------------------------------- | --------- | ---- | ------- | ----- |
| Partido Laborista                  | 1 061 712 | 40.8 | 71      | +5    |
| Høyre                              | 791 537   | 30.4 | 50      | –3    |
| Partido Demócrata Cristiano        | 214 969   | 8.3  | 16      | +1    |
| Partido de Centro                  | 171 770   | 6.6  | 12      | +1    |
| Partido de la Izquierda Socialista | 141 950   | 5.5  | 6       | +2    |
| Partido del Progreso               | 96 797    | 3.7  | 2       | –2    |
| Venstre                            | 81 202    | 3.1  | 0       | –2    |
| Alianza Electoral Roja             | 14 818    | 0.6  | 0       | 0     |
| Partido Popular Liberal            | 12 958    | 0.5  | 0       | 0     |
| Partido de los Pensionados         | 7 846     | 0.3  | 0       | Nuevo |
| Partido Comunista                  | 4 245     | 0.2  | 0       | Nuevo |
| Lista Sunnmøre                     | 2 013     | 0.5  | 0       | Nuevo |
| Representantes Libremente Elegidos | 2 013     | 0.5  | 0       | 0     |
| Partido Sociedad                   | 2 013     | 0.5  | 0       | Nuevo |
| Lista Independiente                | 2 013     | 0.5  | 0       | Nuevo |
| Votos en blanco/nulos              | 3 619     | –    | –       | –     |
| Total                              | 2 605 436 | 100  | 157     | +2    |
| Participación electoral            | 3 100 479 | 84.0 | –       | –     |
| Fuente: Nohlen & Stöver            |           |      |         |       |